# Medzev
Medzev, deutsch Metzenseifen (ungarisch Meczenzéf – bis 1902 Mecenzéf) ist eine Stadt im Osten der Slowakei mit 4166 Einwohnern (Stand 31. Dezember 2024).
Medzev ist Mitglied der European Charter – Villages of Europe, eine Gruppe ländlicher Gemeinden aus allen 28 EU-Ländern.

## Geographie
Die Stadt liegt 36 Kilometer westlich von Košice, im südöstlichen Teil des Slowakischen Erzgebirges zwischen den Gebirgsteilen Volovské vrchy und Slowakischer Karst. Durch den Ort fließt die obere Bodva. Die Bäche Šugovský potok und Zlatná speisen kleinere Teiche, die früher der Wasserversorgung der ehemaligen Hammerschmieden dienten. Die Gegend ist teilweise entwaldet, teilweise durch Buchenwald bedeckt. Das Stadtzentrum liegt auf einer Höhe von 313 m n.m.
Nachbargemeinden von Medzev sind Mníšek nad Hnilcom im Norden, Jasov im Osten, Turňa nad Bodvou im Süden, Hačava im Südwesten sowie Štós im Westen.

## Geschichte
Der Ort entstand 1960 durch die Zusammenlegung der Orte Nižný Medzev (deutsch Untermetzenseifen; ungarisch Alsómeczenzéf) und Vyšný Medzev (Obermetzenseifen; letzterer ist seit 1999 wieder selbständig). Diese Orte wurden im 13. Jahrhundert gegründet (1359 Mechenseuph), wahrscheinlich gab es aber schon vorher deutsche und slowakische Bergleute. Nach Unterlagen des Jasover Klosters bestand die erste Ansiedlung 1272. Im Jahr 2022 feiert Metzenseifen daher seine 750-jährige Existenz. 
Nach den Mongoleneinfällen kam es zu einem starken Zuzug deutschstämmiger Familien, wobei die Besitzverhältnisse stark durch das Kloster Jasov bestimmt waren.
Ab dem 14. Jahrhundert wurde neben dem Bergbau auch das Handwerk immer bestimmender. Ab dem 15. Jahrhundert wurden die Orte Nižný und Vyšný Medzev unterschieden. Während der Reformation wurde das Kloster geschlossen, so dass der Ort nicht mehr in dessen Herrschaft fiel. Der Streit um die Herrschaft flammte aber im Zuge der Gegenreformation und der Wiedereinrichtung des Klosters wieder auf; erst unter Maria Theresia endete dieser Streit.
Im Zuge der Industrialisierung wurde der Ort ein wirtschaftliches Zentrum. Zahlreiche Hammerschmieden (etwa 100) stellten vor allem landwirtschaftliche Geräte her. 1894 erhielt Metzenseifen Bahnanschluss an der Bahnstrecke Moldava nad Bodvou–Medzev. In den 1930er Jahren kam es zu Spannungen zwischen der deutsch- und slowakischsprachigen Arbeiterschaft. Bis zum Ende des Zweiten Weltkriegs bildeten die Karpatendeutschen die größte Bevölkerungsgruppe; noch heute sind über 20 % der Bevölkerung deutschsprachig. In den 2000er Jahren stieg die Anzahl der Deutschen um ca. 0,75 %.

## Mantakisch

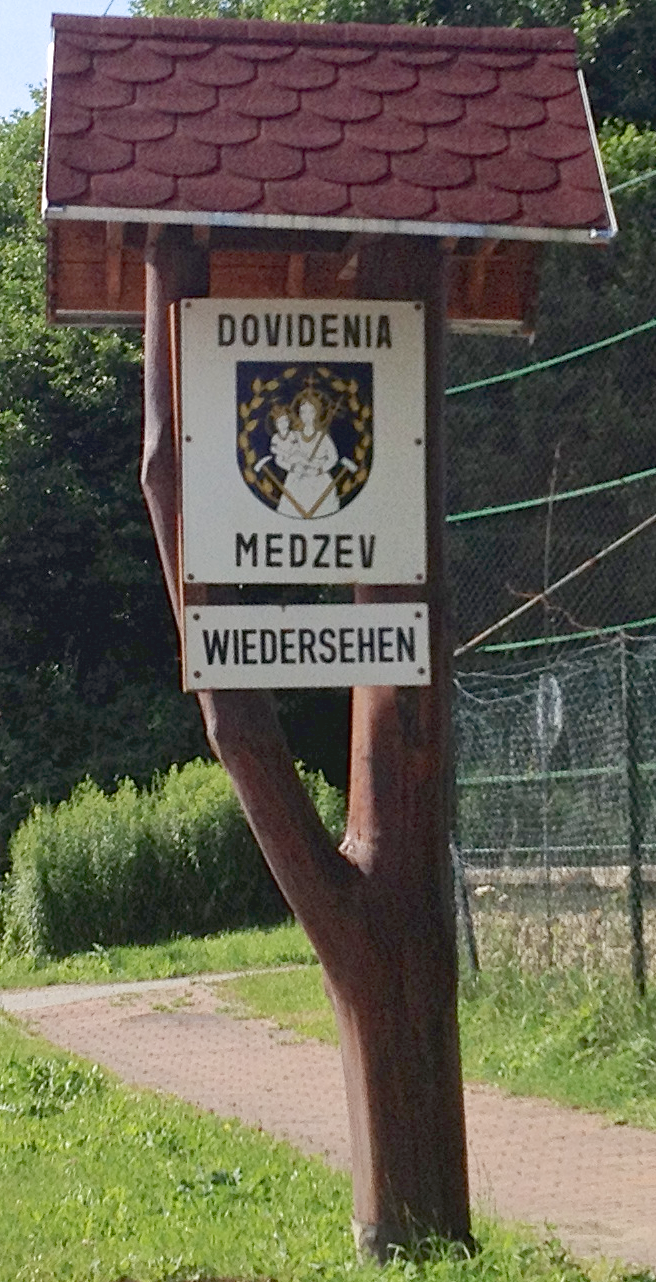
„Dovidenia“ / „Wiedersehen“ – Schild am Ortsausgang von Medzev in Richtung Štós

Noch heute wird von der älteren Bevölkerung das auf diesen Ort beschränkte Mantakische (Metzenseifener Dialekt) gesprochen, eine Mundart der deutschen Sprache, die sich aus den Dialekten der in der Zeit von 14. bis zum 18. Jahrhundert zugewanderten Deutschen, den sog. Zipser Sachsen (lat. Saxones), gebildet hat. Der Wortschatz der Mantaken, wie die Nutzer dieser vom Aussterben bedrohten Mundart genannt werden, ist im mantakischen Wörterbuch in Schrift und Ton festgehalten.
In der Grundschule von Metzenseifen (offiziell mit zweisprachiger Bezeichnung Základná škola – Grundschule Medzev) wird seit den 1990er Jahren wieder ab der 1. Klasse das Fach Deutsch unterrichtet, in einigen Klassen im Umfang von 6 Stunden pro Woche. Der lokale Stadtchronist Walter Bistika beklagt jedoch, dass die steigenden Kenntnisse des Standarddeutschen zu Lasten der mantakischen Mundart gingen. Nach Angaben der stellvertretenden Schulleiterin Gertrúda Schürgerová (2013) verstehen nur noch 2 bis 3 Kinder pro Klasse Mantakisch, während 1993 noch die Hälfte der Schüler die Mundart gesprochen habe. Obwohl die Hälfte der Grundschullehrer Mantakisch sprechen soll, wird der Dialekt im Gegensatz zum Standarddeutschen nicht gelehrt. Eine Ausnahme bildet ein 2013 teilweise auf Mantakisch (außerdem Deutsch und Slowakisch) durchgeführtes Theaterprojekt einer siebten Klasse. Da bei den heutigen Schulkindern nur selten beide Eltern den Dialekt sprechen, wird er meist nicht an die Kinder weitergegeben. Vereinzelt gibt es allerdings noch Kinder, die bei der Einschulung kaum Slowakisch sprechen. Durch die Schulumgebung mit Slowakisch und – zum geringeren Teil – Standarddeutsch gehen die kindlichen Mundartkenntnisse wieder verloren.

## Bevölkerung
| Jahr:                | 1994. | 2004.   | 2014.    | 2024.   |
| -------------------- | ----- | ------- | -------- | ------- |
| Anzahl der Personen: | 4027  | 3759    | 4358     | 4166    |
| Unterschied:         |       | -6,65 % | +15,93 % | -4,40 % |

| Jahr:                | 2023. | 2024.   |
| -------------------- | ----- | ------- |
| Anzahl der Personen: | 4124  | 4166    |
| Unterschied:         |       | +1,01 % |

Nach dem Ergebnisse der Volkszählung von 2001 hatte Medzev 3667 Einwohner.

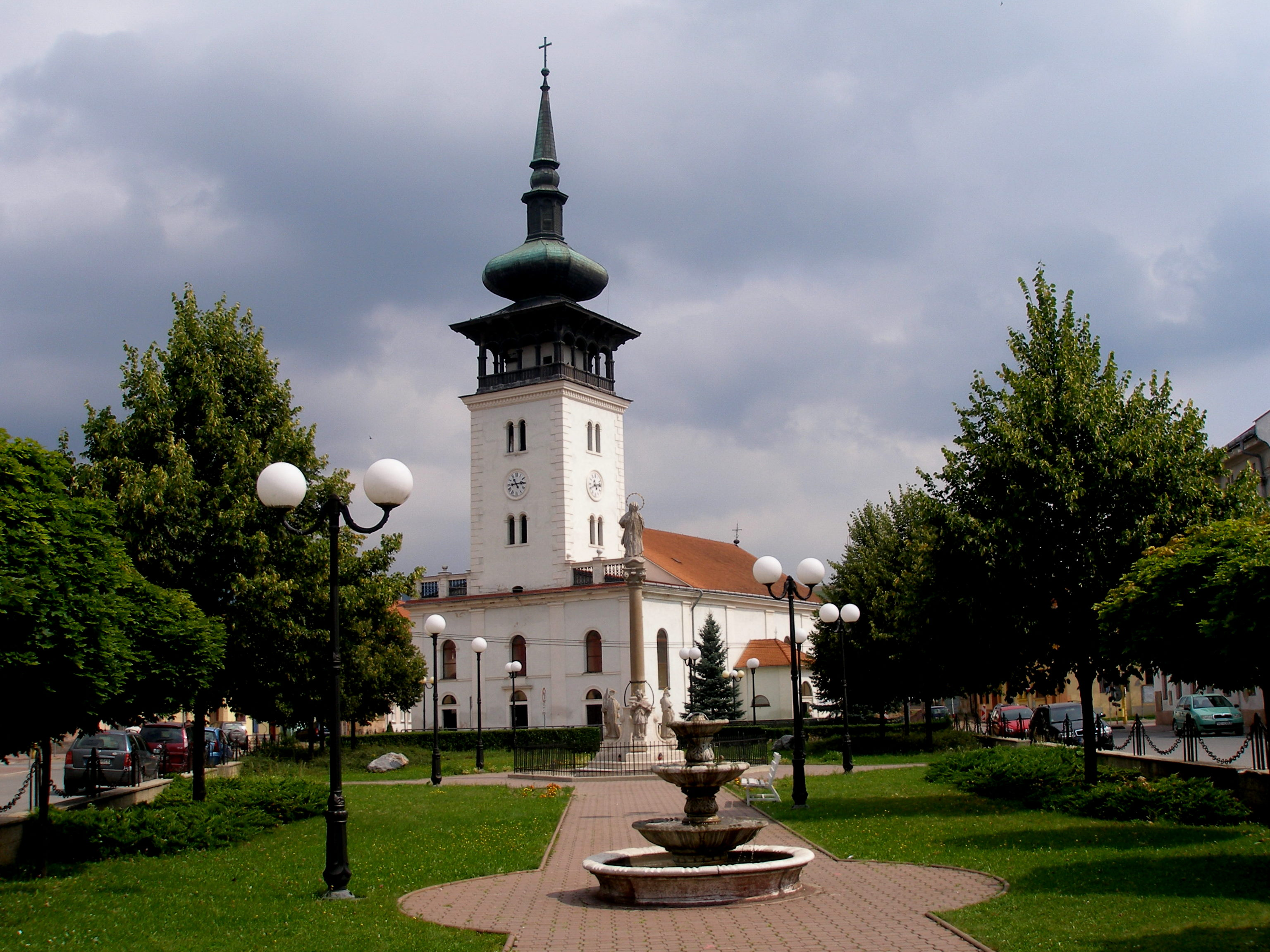
Kirche Mariä Geburt in Medzev

| Nach Ethnie: - 75,43 % Slowaken - 13,55 % Deutsche - 6,65 % Roma - 1,55 % Ungarn | Nach Konfession: - 77,58 % römisch-katholisch - 12,95 % konfessionslos - 4,36 % keine Angabe - 2,18 % griechisch-katholisch |

## Sehenswürdigkeiten
- Die katholische Kirche Mariä Geburt ist ein ursprünglich gotischer Bau aus dem frühen 15. Jahrhundert; 1732–1735 wurde sie vollständig umgebaut und 1891 restauriert.

## Persönlichkeiten
- Jaroslav Pollák (1947–2020), Fußballspieler, Europameister 1976